# Neufraunhofen
Neufraunhofen là một đô thị thuộc huyện Landshut trong bang Bayern nước Đức. Đô thị Neufraunhofen có diện tích 17,94 km², dân số thời điểm ngày 31 tháng 12 năm 2006 là 1086 người.